# Circuito de Madring
Het Circuito de Madring, kortweg Madring, is een stratencircuit dat zal worden aangelegd in het IFEMA-Valdebebas-gebied, in de stad Madrid, de hoofdstad van Spanje en gelegen op zo'n 10 minuten vanaf de luchthaven Barajas. Het is momenteel in aanbouw en zal vanaf het seizoen 2026 gastheer zijn van de Spaanse Formule 1 Grand Prix.
Het circuit zal worden gebruikt voor de Formule 1-, Formule 2- en Formule 3-races. Met de bouw zal het in de regio Madrid de opvolger worden van Circuito Permanente del Jarama waar in 1981 de laatste Spaanse Formule 1 Grand Prix werd gehouden.

## Lay-out
Het circuit, ontworpen door het gespecialiseerde circuitbedrijf Studio Dromo, verantwoordelijk voor het ontwerp van Yas Marina, de renovatie van Zandvoort en Spa-Francorchamps, zal een totale lengte hebben van 5.474 meter. Het zal bestaan uit 22 bochten met zeer snelle sectoren zoals de sector door Valdebebas.

## Geschiedenis
Het idee van een stratencircuit voor Madrid dateert uit 2014, toen het idee werd gepresenteerd aan Bernie Ecclestone. Sindsdien, en omdat het moeilijk is om twee Formule 1-races in Spanje te houden in hetzelfde seizoen, kreeg het project langzaam vorm, en de gemeente van Madrid legde eind 2022 voorbereidende contacten met Formule 1-organisatoren. Het voorstel werd begin 2023 gepresenteerd aan Stefano Domenicali, de CEO van de Formule 1. De FIA gaf in juni 2023 een eerste goedkeuring aan het circuit van Madrid.
Het circuit is, zelfs in de vorige ontwerpfasen, niet vrij geweest van buurtcontroverse vanwege de geluidsniveaus die kunnen worden bereikt in de buurten gelegen naast het circuit, en de overlast die dit soort evenementen gewoonlijk met zich meebrengt, vooral gezien het semi-stedelijke karakter. De categorie Porsche Supercup, die gewoonlijk op Formule 1-circuits en -data wordt gehouden, zal niet worden opgenomen in de Spaanse Grand Prix omdat een geluidsniveau van minder dan 90 dB niet kan worden gegarandeerd.

## Weblinks
- Website Madring
- Website Ifema (Spaans, Engels)
- Racingcircuits.org (Engels)